# Municipio de Greenfield (condado de Blair)
El municipio de Greenfield (en inglés: Greenfield Township) es un municipio ubicado en el condado de Blair en el estado estadounidense de Pensilvania. En el año 2000 tenía una población de 3.904 habitantes y una densidad poblacional de 42 personas por km².

## Geografía
El municipio de Greenfield se encuentra ubicado en las coordenadas 40°14′56″N 78°26′59″O / 40.24889, -78.44972.

## Demografía
Según la Oficina del Censo en 2000 los ingresos medios por hogar en la localidad eran de $27,790 y los ingresos medios por familia eran $31,902. Los hombres tenían unos ingresos medios de $30,156 frente a los $17,449 para las mujeres. La renta per cápita para la localidad era de $14,168. Alrededor del 16,6% de la población estaban por debajo del umbral de pobreza.